# Андреј Колмогоров
Андреј Николајевич Колмогоров (рус. Андрей Николаевич Колмогоров; Тамбов, 25. април 1903 — Москва, 26. октобар 1987) био је руски математичар. Он је допринео математици теорије вероватноће, топологији, интуиционистичкој логици, турбуленцији, класичној механици, алгоритамској теорији информација и рачунској сложености.

## Биографија
Рођен је 25. априла 1903. године у Тамбову, руском граду у којем се затекла његова мајка Марија Јаковлевна Колмогорова, остајући са пријатељима приликом повратка из Крима. Његови родитељи нису били формално венчани. Кћерка Марита Јаковлевна је умрла приликом рођења, а син Андреј Николајевич је одмах усвојен од стране Маријине сестре Вере Јаковлевне Колмогоров. Вера је била брижна маћеха, пуна љубави према свом усвојеном сину Андреју све до своје смрти 1950. године, до када је имала прилику да види нека од његових великих достигнућа.
Андреј Колмогоров је сахрањен на московском гробљу Новодевичје.

### Младост
Андреј Колмогоров је рођен у Тамбову, око 500 километара југоисточно од Москве, 1903. године. Његова неудата мајка Марија И. Колмогорова умрла је при порођају. Андреја су одгајиле две његове тетке у Туношној (близу Јарославља) на имању његовог деде, добростојећег племића.
О Андрејевом оцу се мало зна. Наводно се звао Николај Матвевич Катаев и био је агроном. Николај је прогнан из Санкт Петербурга у Јарославску провинцију након учешћа у револуционарном покрету против царева. Нестао је 1919. године и претпостављало се да је убијен у Руском грађанском рату.
Андреј Колмогоров се школовао у сеоској школи своје тетке Вере, а његови најранији књижевни напори и математички радови штампани су у школском часопису „Ластавица пролећа“. Андреj je (са пет година) био „уредник“ математичке рубрике овог часописа. Прво математичко откриће Колмогорова објављено је у овом часопису: са пет година приметио је регуларност у збиру низа непарних бројева: {\displaystyle 1=1^{2};1+3=2^{2};1+3+5=3^{2},} etc.
Године 1910, тетка га је усвојила и преселили су се у Москву, где је 1920. године завршио средњу школу. Касније исте године, Колмогоров је почео да студира на Московском државном универзитету и истовремено у Мендељејевом московском институту за хемију и технологију. О овом времену Колмогоров пише: „На Московски универзитет стигао сам са добрим познавањем математике. Знао сам нарочито добро почетак теорије скупова. Проучавао сам многа питања у чланцима у Енциклопедији Брокгауза и Ефрона, попуњавајући сам за себе оно што је представљено сувише сажето у овим чланцима.”
Колмогоров је стекао репутацију широке ерудиције. Док је био студент додипломских студија на колеџу, похађао је семинаре руског историчара С. В. Бачрушина и објавио је свој први истраживачки рад о земљопоседничкој пракси петнаестог и шеснаестог века у Новгородској републици. Током истог периода (1921–22) Колмогоров је разрадио и доказао неколико резултата у теорији скупова и у теорији Фуријеових серија.

### Зрело доба
Године 1922, Колмогоров је стекао међународно признање за конструкцију Фуријеове серије која се готово свуда дивергира. Отприлике у то време он је одлучио да свој живот посвети математици.
Године 1925, Колмогоров је дипломирао на Московском државном универзитету и почео да студира под надзором Николаја Лузина. Он је створио животно блиско пријатељство са Павелом Александровим, колегом студентом из Лузина; неколико истраживача је закључило да су два пријатеља била у хомосексуалној вези, иако ниједан од њих није то отворено потврдио током свог живота. Колмогоров (заједно са Александром Хинчином) постао је заинтересовао за теорију вероватноће. Такође 1925. године објавио је свој рад у интуиционистичкој логици, „На принципу искључене средине“, у којем је доказао да се под одређеним тумачењем, све изјаве класичне формалне логике могу формулисати као изјаве интуиционистичке логике. Године 1929, Колмогоров је стекао докторат филозофије (Ph.D.) на Московском државном универзитету.

## Дела
- А. Н. Колмогоров, Об операциях над множествами, Матем. сб., 35  3–4
- А. Н. Колмогоров, Общая теория меры и исчисление вероятностей // Труды Коммунистической академии. Математика. — М.: 1929, т. 1. С. 8—21.
- А. Н. Колмогоров, Об аналитических методах в теории вероятностей, УМН, 1938:5, 5—41
- А. Н. Колмогоров, Основные понятия теории вероятностей. Изд. 2-е, М. Наука, 1974, 120 с.
- А. Н. Колмогоров, Теория информации и теория алгоритмов. — М.: Наука, 1987. — 304 с.
- А. Н. Колмогоров, С. В. Фомин, Элементы теории функций и функционального анализа. 4-е изд. М. Наука. 1976 г. 544 с.
- А. Н. Колмогоров, Теория вероятностей и математическая статистика. М. Наука 1986 г. 534 с.
- А. Н. Колмогоров, О профессии математика. М., Изд-во Московского Университета, 1988, 32 с.
- А. Н. Колмогоров, Математика — наука и профессия. М.: Наука, 1988 г., 288 с.
- А. Н. Колмогоров, И. Г. Журбенко, А. В. Прохоров, Введение в теорию вероятностей. М.: Наука, 1982 г., 160 с.
- A. N. Kolmogorov, Grundbegriffe der Wahrscheinlichkeitrechnung, in Ergebnisse der Mathematik. Berlin, 1933.
- A. N. Kolmogorov, Foundations of the theory of probability. Chelsea Pub. Co; 2nd edition (1956) 84 p.
- A. N. Kolmogorov, S. V. Fomin. стр. 288. ISBN 978-0-486-40683-1., Elements of the Theory of Functions and Functional Analysis. Dover Publications (February 16, 1999).
- A. N. Kolmogorov, S.V. Fomin. ISBN 978-0-13-502278-8., Introductory Real Analysis (Hardcover)R.A. Silverman (Translator). Prentice Hall (January 1, 2009), 403 p.